# Kurt Türke
Kurt Türke (* 19. Dezember 1920 in Tauscha; † 22. Januar 1984 in Radeberg) war ein deutscher Schriftsteller. Er wurde bekannt durch seine Kriminalromane und populären Jugendbücher.

## Leben und Wirken
Kurt Türke kam 1920 in Tauscha nahe Königsbrück im damaligen Kreis Großenhain zur Welt. Über den Vater des unehelich geborenen Kindes ist nichts bekannt. Die Mutter diente als Magd in Herrschaftshäusern. Mutter und Sohn bekamen sich selten zu Gesicht, so wuchs er bei seinen Großeltern unter ärmlichen Bedingungen heran. Der Großvater war ein Waldarbeiter, die Großmutter hatte früher auf dem nahen Rittergut gearbeitet. Kurt Türke besuchte die Dorfschule und trat nach Entlassung aus dieser in verschiedene niedere Dienstverhältnisse ein. 14-jährig ging er zu einem Bauern als „Osterjunge“, wie die unmittelbar nach der gesetzlich vorgeschriebenen Schuldauer, die jeweils an Ostern endete, als landwirtschaftliche Gehilfen eingesetzten Knaben bezeichnet wurden. Aus Protest gegen diese „Knechtung“ verletzte er sich absichtlich mit dem Messer einer Mähmaschine und kehrte zu den Großeltern zurück.
Anschließend wurde er Laufbursche bei einem Glaswarenhändler. In diese Zeit fielen erste dichterische Versuche mit Publikationsbemühungen, allerdings passte nichts davon ins Profil der dörflich-agrarisch ausgerichteten Kleinstadtzeitung. Als Nächstes verdiente er leidlich Geld als Steinklopfer für Pflastersteine an den Gemeindestraßen. Auch trieb es den Notleidenden doch wieder in die Landwirtschaft, wo er Kartoffeln auf den Feldern des Rittergutes las. Des Weiteren half er seinem Onkel, der Dachdecker war. Eine „höhere Arbeit“ als Arbeitsdienstführer im Totalitarismus der Nationalsozialisten gab er nach zwei Monaten auf, weil ihm das Tragen der Uniform nicht behagte. Danach war er noch Zeitschriftenwerber im Erzgebirge und schließlich Büroassistent. Er fertigte zwischendurch weiter erfolglos kleinere schriftstellerische Arbeiten an.
Im August 1939 musste er seinen Kriegsdienst in der Wehrmacht antreten; er wurde als Kraftfahrer eingesetzt. Mehrfach verwundet, fand er im Lazarett Zeit, Kurzgeschichten und Stimmungsschilderungen zu schreiben und in die Heimat zu senden. An diesen Berichten bestand Interesse und es wurden Abdruckhonorare gezahlt. Die schwerste Verwundung erlitt er im Range eines Unteroffiziers 1943 in der Sowjetunion. Als sich die deutsche Niederlage abzeichnete, entschied er sich für Desertation und Flucht Richtung Heimat.
Ab 1945 war Türke freier Schriftsteller und schrieb Novellen, Erzählungen und Gedichte. Veröffentlichte er vor Kriegsende überwiegend in der Neuen Heide-Zeitung, waren es nach dem Krieg überwiegend die reichweitenstärkeren Sächsische Zeitung, Lausitzer Rundschau und Die Schatulle, die seine Beitragsangebote annahmen. 1949 erschien sein erstes großes Werk, der Gegenwartsroman Wolfszeit. Darin geht es um die leise, verhaltene Liebesgeschichte eines Wehrmachtsdeserteurs in den letzten Kriegsjahren im noch unzerstörten Dresden. In einem weiteren Gegenwartsroman, der noch im selben Jahr erschien und Elendsspuren heißt, geht es um Kriegsheimkehrer, Prostitution und Geschlechtskrankheiten. Den Roman beschließt ein medizinisches Nachwort.
1950, dem Erscheinungsjahr seines Vertriebenromans (oder wie es im DDR-Jargon hieß: Umsiedlerroman) Tor der Hoffnung ließ sich Kurt Türke in Radebeul nahe Dresden nieder. Er wohnte und arbeitete im Stadtteil Niederlößnitz im Jagdweg 1 in nächster Nähe zum Lößnitzgrund. Im April 1952 wurde er in den Schriftstellerverband der DDR aufgenommen.
Eine Beschreibung des schweren Landlebens zwischen den Weltkriegen sowie der Auseinandersetzungen zwischen Kommunisten und Faschisten bis hin zum Aufbau des Sozialismus in der sowjetisch besetzten Zone, in weiten Teilen nach eigenem Erleben ausgeführt, erschien 1954 unter dem Titel Widerschein der Jahre. Der Entwicklungsroman entstand aus einer immer wieder erweiterten Kurzgeschichte, die 1944 in der Erstversion noch „Rotkopf“ hieß. In dem 1957 erschienenen Kriminalroman Schweigegeld verarbeitete er die Herrschaftsstrukturen, unter denen seine Familie hatte leben müssen und die nach der Zerschlagung der Großbesitztümer in den Köpfen der entrechteten „Herrenmenschen“ fortbestanden. Die Handlung beruht auf dem realen Fall eines Großbauernsohnes, der ein von ihm schwangeres Arbeitermädchen ermordet hatte. Trotz der Bekanntheit des Falles wies Türke in einer Vorbemerkung die Identität mit wahren Geschehnissen und Personen zurück. Schweigegeld erschien als Fortsetzungsroman im Bauernecho und erreichte als Buch hohe Auflagen. Außer dem Erstling im Genre der Kriminalliteratur bediente er im selben Jahr auch erstmals die Segmente „Jugendliteratur“ und „Heiteres“. Der Jugendroman Gefährliche Freundschaft, in dem sich ein zwölfjähriger Junge in der Nazizeit gegen das Mitwirken im Deutschen Jungvolk entscheidet, nachdem sein Vater roh und brutal von Faschisten behandelt worden war, wurde später unter dem Titel Herzklopfen in der Nacht fortgesetzt. Die Erzählung Der kleinlaute Eroberer ist eine Variante des bekannten Sujets „Alter Mann macht sich durch Verliebtsein in junge Bühnenkünstlerin zum Gespött“.
Der parteilose Kurt Türke wurde um 1960 vom Schriftstellerverband zum Stahl- und Walzwerk Riesa delegiert. Dort verfasste er die Tagebuchblätter Erlebter Schweiß ist anders. Er schilderte die Uninteressiertheit der Arbeiter an Kultur, Politik und sowjetischen Errungenschaften. Was er hätte sehen sollen, war eine sozialistische Gemeinschaftsarbeit und die neue zur herrschenden Klasse aufgestiegene Arbeiterklasse. Nach einer Aussprache im Schriftstellerverband „überwand [Türke] seinen falschen Standpunkt“.
Zwischen 1965 und 1970 entstanden Kriminalromane und Jugendbücher, 1973 der NS-Widerstandsroman Feuerstoß auf einen Totenkopf – und mit Raubgrund 1974 die Verknüpfung von Jugendbuch und Kriminalroman zu einem Jugendkrimi.
Die Scheidung 1975 von seiner Frau, mit der er zwei Kinder hatte, setzte ihm seelisch zu. Er zog sich aus der Öffentlichkeit zurück, war in psychiatrischer Behandlung im Fachkrankenhaus Arnsdorf, unternahm einen Suizidversuch und starb 1984 im Krankenhaus in Radeberg.

## Rezeption

### Wolfszeit
Die Gesamt-Beurteilung fiel eher negativ aus: René Schwachhofer befand, dass der Roman im Wesentlichen „durch ein stark naturalistisches Kolorit bestimmt“ werde. Georg Rahm meinte, die Gestaltung menschlicher Schicksale wirke konstruiert.

### Elendsspuren
Das Leipziger Börsenblatt für den deutschen Buchhandel besprach das Buch wie folgt: „Die Erzählung wird psychologisch richtig und menschlich überzeugend in der Form eines Selbstgesprächs geführt, das nach einer den Befund der Syphilis erbringenden Untersuchung im venerologischen Ambulatorium beginnt. Sie ist fesselnd und lebendig geschrieben und gibt den Seelenzustand des Kranken vor und nach der Heilung treffend wieder, ohne daß sie zum bloßen Krankheitsbericht wird.“

### Das Tor der Hoffnung
Schwachhofer und Rahm bezogen ihre Feststellungen bezüglich Wolfszeit auch auf diesen Roman über den Verlust des Hofes durch Einquartierung einer Vertriebenenfamilie im Mai 1945. Die angebotenen Lösungen seien allzu glatt und wohlgefällig, stand darüber hinaus in der Rezension des Börsenblatts für den deutschen Buchhandel.

### Widerschein der Jahre
Hierzu finden sich positive wie negative Stimmen. Rahm schrieb, Türke habe die Ausgestaltung des Schicksalsweges seines Protagonisten diesmal gemeistert und es dadurch vermocht, „den Widerschein der Jahre dieses einen Menschen offenbar werden zu lassen“, was den Roman „bedeutsam“ mache. Die Kindheit und Jugend werde „episch breit, mit Hilfe charakterisierender und milieuschildernder Details erzählt“. Seinen „Kampf vor Moskau“ erlebe der Leser als sei er selbst dabei. Lediglich die Zeit des Rückkehrers, der als Geläuterter auf festverankerte alte Vorstellungen und Meinungen trifft, fessle nicht auf die gleiche Weise. Das Versäumnis bestehe in der „verschwiegenen“ Art und Weise, wie er in der Kriegsgefangenschaft zum Kommunisten wurde. So entstehe das Manko einer „künstlerisch nicht genügend motivierte[n] Behauptung“. Am Schlussteil bemängelte Rahm den Reportagestil, der das Augenmerk vom Protagonisten zu sehr auf die Gesellschaft lenke. Alles in allem, resümierte Rahm, stelle das Buch einen „Fortschritt in seinem Schaffen und in unserer gesamten Gegenwartsliteratur“ dar.
„Schlicht und unkompliziert wie die Erzählweise Kurt Türkes sind auch die Gestalten seines Romans, deren Denken und Handeln sich dem Leser leicht erschließt“, heißt es in Heinz Kormanns Rezension. Die Handlung sei „folgerichtig aufgebaut“ und „spannend, ohne daß die Spannung konstruiert oder gekünstelt wirkt. Die Darstellung der einzelnen Gestalten reicht allerdings nicht immer über das Schablonenhafte hinaus und läßt oft die nötige Profilierung vermissen.“ Schließlich bestätigt er den von Rahm ausgemachten Reportagestil: „Die zunächst sehr breit angelegte, ins einzelne gehende Schilderung verengt sich immer mehr und ist vor allem im letzten Teil oft nur noch ein nüchterner Tatsachenbericht.“
In seiner ausführlichen Analyse ging Schwachhofer zunächst auf den Aufbau ein. „[T]rotz erheblicher kompositorische Mängel“ werde die Bewusstseinswandlung des Protagonisten, der „stark autobiographische Züge“ des Autors aufweise, sichtbar. Der erste, im Dorf spielende, Teil beginne in „epischer Breite“, Situationsdarstellungen würden wie in Chroniken nacheinander vorbeihuschen. Der Mittelteil sei „in sich geschlossen und künstlerisch kraftvoll durchgeführt“, mit Feuereifer niedergeschrieben, dennoch sachlich-unbestechlich und mitreißend. Der dritte Teil, wieder im Dorf, besitze „wohl nicht die Präzision des Mittelstückes“ erscheine „aber doch kompositorisch aufgelockerter, übersichtlicher und klarer […] als der erste Teil“. Schwachhofer setzte seine Kritik fort: „Zweifellos hat sich der Autor rein stofflich übernommen, was sich so auswirkt, daß mancher Vorgang eben nur fixiert ist, ohne wirklich plastisch-anschaulichen Ausdruck zu gewinnen. Neben gut Gestaltetem steht auf solche Weise manches Ungestaltete, gleichermaßen nur roh Behauene.“ Zuletzt wandte er sich dem Schreibstil zu und nannte als Beispiel für Unstimmigkeiten die „windbewegten Blätter“ am zuvor windstill beschriebenen Novembertag. Derartige Unachtsamkeiten zeugten seiner Meinung nach von der Getriebenheit des Autors und zu wenig Kontrolle über den Text.
Günter Ebert (Berliner Zeitung) hielt Widerschein der Jahre für einen Entwicklungsroman „im klassischen Maße“ für defizitär.
Laut Meyers Taschenlexikon: Schriftsteller der DDR zählt das Buch zu den zwei wichtigsten Publikationen Türkes.

### Schweigegeld
Ein großes Presse-Echo fand Türkes Kriminalroman Schweigegeld, hier überwogen leicht die positiven Kritiken.
Für Karl-Heinz Hombach von der Volksstimme Karl-Marx-Stadt ist das Buch „kein Kriminalroman im üblichen Sinne“, sondern führe „ein Stück Zeitgeschichte der Entwicklung auf dem Dorf in unserer Republik“ vor. Die Handlung wirke an keiner Stelle konstruiert, keine Person schematisch. Die Sprache sei authentisch, der Stil solide, die Schilderungen von Landschaft und Orten plastisch.
Anschaulich und spannend fand der mit „G. M. “ zeichnende Rezensent der Freien Presse den Roman. Als Kernpunkt stellte er heraus: „Der Leser lernt die Moral der ehemals herrschenden Klasse kennen und verachtet sie.“
Der ungenannte Autor der Buchkritik in den Norddeutschen Neuesten Nachrichten schrieb: „Türke gestaltet also Leben, wahres Leben, das uns umgibt, und nur an der Echtheit, nicht an der fotografischen Genauigkeit, mit der ihm das gelingt, ist der Wert seines Buches zu messen.“ Dass der Täter nie außer Zweifel steht, wirke sich, führte er weiter aus, „weder nachteilig auf das Tempo der Handlung noch auf das Interesse aus, das sie beim Leser erwecken“.
Eine teils positive, teils negative Beurteilung gab Gerhart Dittmann in der Sächsischen Zeitung ab. Stil und Erzähltechnik seien in Ordnung, ebenso die Milieuzeichnung, dafür gebe es Mängel in der Komposition, denn statt gesellschaftliche Voraussetzungen und psychologische Entwicklungen, die zur Tat führen, aufzuzeigen, biete Türke als Hintergrund nur die mütterliche Erziehung und die dem Täter eigene Physiognomie an.
Die „Buchempfehlung“ der Lausitzer Rundschau kommt einem Abraten gleich: „Ein erfahrener Kriminalschriftsteller hätte jedoch aus dem Stoff mehr herausgeholt. Ein typischer Kriminalroman beginnt mit der Tat, die Suche nach dem Täter muß den Leser von der ersten bis zur letzten Seite in Spannung halten. Kurt Türke geht den umgekehrten Weg und verzichtet damit von vornherein auf die wesentlichen Spannungsmomente.“
Paul Bierenheid störte mehr als die fehlende Täterfindung. Im Neuen Tag bemängelte er die auf ihn „hölzern und gekünstelt“ wirkende Sprache. Die mitunter elaborierte Ausdrucksweise passe nicht zum dargestellten Milieu. Überhaupt seien die Bauern idealisiert gezeichnet. Er zitierte auch beispielhaft Stilblüten.

### Gefährliche Freundschaft
Das für Jugendliche geschriebene Buch wurde unter dem Aspekt der Erziehung zum Sozialismus für nicht tauglicht empfunden.
In der Literaturzeitschrift Neue Deutsche Literatur kreidete Gerhard Holtz-Baumert dem Buch an, für die Anliegen des sozialistischen Kulturbetriebs zu psychologisch, zu wenig kämpferisch zu sein.
Nach lobenden Worten für eine „ohne billig-sensationelle Zuspitzungen“ auskommende Handlung nebst verständlicher, anschaulicher und schöner Ausdrucksweise, beanstandete Siegfried Stöbe im Neuen Deutschland, die Zielgruppe könne die Tiefe des Konflikts jener Tage nur verstehen, wenn ihr „die ausschließliche Wahrheit unserer marxistischen Betrachtungs- und Verhaltensweise anschaulich klargemacht“ werde. Das sei „in diesem Werk noch nicht vollständig gelungen“.

### Der kleinlaute Eroberer
Gerhart Dittmann monierte, Türke habe „in der Anlage der Fabel einen Teil der Wirkung und des Erfolges“ verscherzt, indem er „seinen Helden über diese kleinen menschlichen Torheiten ziemlich gewaltsam zum politischen Bewußtsein kommen lässt“. Zudem sei „die Zeitbezogenheit für diese unterhaltsame Erzählung an einigen Stellen zu sehr konstruiert und ungebührlich gehäuft“. Die ohnehin anspruchslose Geschichte sei stilistisch uneinheitlich. „Neben köstlichen Szenen und Wendungen“ gebe „es Stellen, an denen dem Verfasser die leichte Hand zu fehlen scheint, an denen das Wort nicht ungezwungen genug“ fließe.

### Herzklopfen in der Nacht
In der Jugenderzählung entscheidet sich ein Junge in der Zeit des Faschismus, einem geflohenen KZ-Häftling weiterzuhelfen. Derselben Gewissensentscheidung, für oder gegen die Nationalsozialisten zu sein, wandte sich Türke später mit dem Erwachsenenroman Feuerstoß auf einen Totenkopf zu. Das in der DDR erschienene Lexikon Schriftsteller der DDR erklärte insbesondere das Jugendbuch zu einem der bedeutendsten Werke Türkes.

### Spätere Kriminalromane
Die späteren Kriminalromane wie zum Beispiel Das Hobby des Herrn R. begründeten Türkes Ruf, Autor von „psychologischen Detektivromanen“ zu sein.

## Werke

### Romane und Erzählungen
- Wolfszeit. Roman. Sachsenverlag, Dresden 1949.
- Elendsspuren. Verlag Neues Leben, Berlin 1949.
- Das Tor der Hoffnung. Roman. Sachsenverlag, Dresden 1950.
- Widerschein der Jahre. Roman. Mitteldeutscher Verlag, Halle (Saale) 1954.
- Schweigegeld. Kriminalroman. Verlag Kultur und Fortschritt, Berlin 1957.
- Gefährliche Freundschaft. Illustrationen von Kurt Zimmermann. Kinderbuchverlag, Berlin 1957.
- Der kleinlaute Eroberer. Erzählung. Mitteldeutscher Verlag, Halle (Saale) 1957.
- Zelte beim Wilden Adlersloch. Die Geschichte einer Klassenfreundschaft. Illustrationen von Hans Wiegandt. Gebrüder Knabe, Weimar 1960.
- Herzklopfen in der Nacht. Illustriert von Karl Fischer. Verlag Neues Leben, Berlin 1961.
- Sichere Heimkehr. Geschichten aus Kautz und Anderswoher. Dietz Verlag, Berlin 1962.
- Kirchenspuk. Union Verlag, Berlin 1964.
- Bis in die Hinrichtungszelle (= Tatsachen; Teil 46). Deutscher Militärverlag, Berlin 1965.
- Der Schafschenkenwirt (= Kleine Erzählerreihe; Heft 67). Deutscher Militärverlag, Berlin 1965.
- Das Hobby des Herrn R. Kriminalroman. Verlag Das Neue Berlin, Berlin 1967. (Alternativtitel: Die Verschwundene)
- Streifzüge mit einem Wilderer (= Knabes Jugendbücherei). Illustrationen von Hans Wiegandt. Knabe, Weimar 1968.
- Entschluß vorm Ende (= Erzählerreihe; Heft 163). Deutscher Militärverlag, Berlin 1970.
- Das Ende des Wilderers (= Knabes Jugendbücherei). Illustrationen von Hans Wiegandt. Knabe, Weimar 1970.
- Feuerstoß auf einen Totenkopf (= Das Taschenbuch). Militärverlag der Deutschen Demokratischen Republik, Berlin 1973.
- Raubgrund. Eine Kriminalgeschichte. (= Knabes Jugendbücherei; 13). Knabe, Weimar 1974.
- Diebestestament. Kriminalerzählung (= Blaulicht; 188). Verlag Das Neue Berlin, Berlin 1978.

### Erzählungen in Zeitungen (Auswahl)
- Die Narbe über der Pulsader. In: Sächsische Zeitung, Dresden, Nr. 92/1952 vom 19. April 1952.
- So wechselt das Vergnügen. In: Sächsische Zeitung, Dresden, Nr. 152/1953 vom 4. Juli 1953.
- Waldbrand. Erzählung. In: Neue Deutsche Literatur. Zeitschrift des Deutschen Schriftstellerverbandes, Verlag Volk und Welt, Berlin, Nr. 9/1954 vom September 1954, S. 41–84.
- Die Vergessliche. In: Freie Erde, Neubrandenburg, 29. August 1954 (auch in: Schweriner Volkszeitung, Nr. 209/1954 vom 9. September 1954).
- Spekulation mit Tellern. In: Thüringer Neueste Nachrichten, Nr. 66/1955 vom 19. März 1955.
- Die Gewissensfrage. In: Bauernecho, Nr. 126/1956 vom 2. Juni 1956 (auch u.d.T. Die Ursache der Lustlosigkeit in: Neuer Tag, Frankfurt (Oder), Nr. 128/1956 vom 3. Juni 1956, und in: Lausitzer Rundschau, Cottbus, Nr. 134/1956 vom 12. Juni 1956).
- Paraphrasen um eine Nähmaschine. In: Freies Wort, Suhl, Nr. 254/1956 vom 27. Oktober 1956 (auch in: Freie Erde, Neubrandenburg, Nr. 273/1956 vom 21. November 1956, S. 6).
- Stille Nacht. In: Freiheit. Mitteldeutsche Tageszeitung, Halle, Nr. 300/1956 vom 24. Dezember 1956.
- Zwei Männer knien vorm Tannenbaum. In: Neues Deutschland, Nr. 302 vom 25. Dezember 1956, S. 11 (auch in: Schweriner Volkszeitung, Nr. 299/1956 vom 24. Dezember 1956).
- Auf dem Weg nach Königsbrück. Erzählung. In: Sonntag. Wochenzeitung für Kultur, Politik und Unterhaltung, Nr. 26/1957 vom 30. Juni 1957, S. 10.
- Als Lauscher hinterm Fenster. In: Sonntag. Wochenzeitung für Kulturpolitik, Kunst und Wissenschaft, Nr. 42/1961 vom 15. Oktober 1961, S. 11.
- Furcht im Browitzawald. In: Tribüne, 5. Mai 1962.
- Feuerstoß auf einen Totenkopf. In: Sächsische Zeitung, Dresden, 10. Oktober 1973, S. 5 (Romanauszug).

### Anekdoten und Schreibprozess-Einblicke
- Abenteuer mit einem Satz. In: Neue Zeit, Nr. 161/1953 vom 14. Juli 1953 (auch in: Sächsische Zeitung, Dresden, Nr. 6/1956 vom 7. Januar 1956).
- Mein (R)Einfall. In: Sächsische Zeitung, Dresden, Nr. 241/1955 vom 15. Oktober 1955 (auch u.d.T. Wenn ein Schriftsteller Namen sucht in: BZ am Abend, Nr. 241 vom 15. Oktober 1955).
- Man bedenke die Praxis von allen Seiten. Tagebuchnotizen über meine Arbeit an der Erzählung „Kirchenspuk“. In: Neue Zeit, 23. Mai 1964.